# Sentayehu Merga
Sentayehu Merga (* 18. März 1985) ist ein äthiopischer Marathonläufer.
2009 wurde er Zwölfter beim Vienna City Marathon und Dritter beim La-Rochelle-Marathon. Im Jahr darauf wurde er Sechster beim Mailand-Marathon.
2011 wurde er Fünfter beim Göteborgsvarvet und siegte beim Boulogne-Billancourt-Halbmarathon. 2012 wurde er Fünfter beim Prag-Halbmarathon.

## Persönliche Bestzeiten
- Halbmarathon: 1:01:02 h, 31. März 2012, Prag
- Marathon: 2:12:48 h, 29. November 2009, La Rochelle